# Ziemia Jerzego V

Ziemia Jerzego V jako sektor Australijskiego Terytorium Antarktycznego

Ziemia Jerzego V (ang. George V Land) – region Antarktydy Wschodniej pomiędzy Ziemią Adeli a Ziemią Oatesa. Australia rości sobie prawa do tego obszaru, zaliczając go do Australijskiego Terytorium Antarktycznego. Ziemia ta jest pokryta lodem.
Wybrzeże tej ziemi nosi nazwę Wybrzeża Jerzego V i rozciąga się od Point Alden (142°02’E), oddzielającego je od Wybrzeża Adeli do Cape Hudson (153°45’E), za którym znajduje się Wybrzeże Oatesa. Zostało zbadane przez członków Australasian Antarctic Expedition (1911–1914) pod dowództwem Douglasa Mawsona i nazwane na cześć Jerzego V, króla Wielkiej Brytanii.